# Оллстон, Уошингтон
Уо́шингтон О́ллстон (англ. Washington Allston; 5 ноября 1779, Чарлстон, Южная Каролина — 9 июля 1843, Кембридж, Массачусетс) — американский живописец и поэт, основоположник традиции романтического пейзажа. В то время как его ранние работы концентрируются на грандиозных и захватывающих аспектах природы, его более поздние работы представляют более субъективный и дальновидный подход.
Он был хорошо известен при жизни благодаря своим экспериментам с драматическими сюжетами и смелому использованию света и атмосферных цветов.

## Биография
Оллстон родился 5 ноября 1779 года на рисовой плантации вблизи Джорджтауна в Южной Каролине. Его мать, Рейчел Мур, вышла замуж за капитана Уильяма Оллстона в 1775 году, но вскоре в 1781 году её муж умер. Вторично Рейчел Мур вышла замуж за доктора Генри С. Флагга, сына богатого торгового судопромышленника из Ньюпорта.
Уошингтон Оллстон, названный в честь Джорджа Вашингтона, окончил Гарвардский колледж в 1800 году и ненадолго переехал в город Чарльстон перед отплытием в Англию в мае 1801 года. Его приняли в Королевскую академию в Лондоне в сентябре 1801 года, в то время президентом академии был художник Бенджамин Уэст.
С 1803 по 1808 год он посетил многие музеи Парижа и Италиию В этих городах Оллстон встретился с Вашингтоном Ирвингом и Сэмюэлем Кольриджем, которые стали его друзьями на всю жизнь. В 1809 году Оллстон женился на Энн Чаннинг, сестре Уильяма Эллери Чэннинга. Сэмюэл Морзе был одним из учеников Оллстона и сопровождал его в поездке в Европу в 1811 году. Объехав почти всю Западную Европу, Оллстон наконец поселился в Лондоне, где завоевал широкую известность и призы для своих картин.
Оллстон также прославился в литературном творчестве. В Лондоне, в 1813 году, он опубликовал «Сильфиды времен года», а также другие стихи, которые были переизданы в Бостоне в том же году. Его жена умерла в феврале 1815 года, что чрезвычайно опечалило его и он в одиночестве тосковал по Америке.
В 1818 году он вернулся в США и жил в Кембридже в течение 25 лет. Учил живописи племянников  — художников Джорджа Уайтинга Флагга и Джареда Брэдли Флагга. Также он оказал заметное влияние на американского пейзажиста Георга Лоринга Броуна.
В 1830 году Оллстон женился на Марте Ремингтон Дейна (дочери Фрэнсиса Дейна, председателя Верховного суда штата Массачусетс, сестре писателя Ричарда Генри Дейна-старшего); Дейна также приходился кузеном первой жене Оллстона.
В 1841 году он опубликовал «Мональди», роман, иллюстрирующий итальянскую жизнь, а в 1850 году — том своих лекций по искусству и стихи.
Оллстон умер 9 июля 1843 года в возрасте 63 лет. Он похоронен на Гарвардской площади, в «Old Burying Ground» между первой приходской церковью и Церковью Христа.

## Творчество
Согласно «ЭСБЕ»: Сюжеты своих картин Оллстон черпал преимущественно из Священного Писания, например «Сон Якова», «Илья в пустыне», «Саул и Эндорская волшебница», «Освобождение св. Петра из тюрьмы» и т. д. Колоссальная картина «Пир Валтасара» осталась неоконченной. Стиль А. величествен, его идеи гениальны, в некоторых его произведениях нельзя не признать истинно поэтического чувства. По колориту он ближе подходит к древним художникам, чем кто-либо из новейших живописцев, почему его и называют американским Тицианом. Лучшие из его напечатанных произведений: стихотворение «The sylphs of the seasons» (Лондон, 1813 и след.), которое он сочинил в Англии; рассказ «Моnaldi» (Бостон, 1842; нем. перев. Кальдорфа, Лейпциг, 1843) и «Lectures on art», которые после смерти Альстона издал Дана (Нью-Йорк, 1850).

## Галерея
- Шторм на море, 1804
- Лунный пейзаж, 1809
- Побережье Средиземного моря, 1811
- Бедный автор и богатые книгопромышленники, 1811
- Сэмюэл Тейлор Кольридж, 1814
- Донна Менца в пещере разбойников, 1815
- Беатрис, 1819
- Испанская девочка в задумчивости, 1831